# Henry Fox (1. baron Holland)
Henry Fox (ur. 28 września 1705, zm. 1 lipca 1774 w Holland House w Londynie) – brytyjski polityk wigowski.
Jego ojcem był sir Stephen Fox (1627–1716). W 1735 Henry wszedł do parlamentu reprezentując okręg Hindon w Wiltshire. W parlamencie wspierał frakcję premiera Walpole’a. Był znakomitym mówcą, potrafiącym zmierzyć się z samym Williamem Pittem. W latach 1737–1742 pełnił funkcję Generalnego Nadzorcy Prac – Surveyor-General of Works. W latach 1741–1761 reprezentował w parlamencie okręg Windsor.
W latach 1755–1756 był sekretarzem stanu południowego departamentu i członkiem gabinetu Thomasa Newcastle. Przekonał Izbę Gmin by ratyfikowała pokój paryski (1763).
W 1744 uprowadził znacznie młodszą od siebie Lady Caroline Lennox, córkę ks. Richmond by wziąć z nią ślub. Później została ona baronową Holland. Starszy ich syn, znany polityk Charles James Fox odziedziczył tytuł barona Holland. Drugim ich synem był generał Henry Edward Fox.